# Labyrinthocyathus delicatus
Labyrinthocyathus delicatus är en korallart som först beskrevs av Marenzeller 1904.  Labyrinthocyathus delicatus ingår i släktet Labyrinthocyathus och familjen Caryophylliidae.
Artens utbredningsområde är Indiska oceanen. Inga underarter finns listade i Catalogue of Life.